# Dischi volanti 1996-2006
Dischi volanti 1996-2006 è la prima raccolta del cantautore italiano Niccolò Fabi, pubblicata il 3 novembre 2006 dalla Virgin Records.

## Il disco
Contiene un doppio CD con 26 canzoni che ripercorrono la storia musicale dell'artista nei suoi primi 10 anni, dagli esordi con il singolo Dica... nel 1996 fino all'album Novo Mesto, uscito nel 2006. L'album è inoltre accompagnato dall'inedito Milioni di giorni, estratto come singolo.
Niccolò Fabi ha dichiarato di non essere affatto propenso alle celebrazioni, e perciò ha deciso di inserire nella raccolta non solo i suoi singoli di maggior successo, ma anche alcune tra le canzoni più rappresentative di ogni album al fine di condurre chi ascolta ad una comprensione più completa delle sue opere. Data la sua presenza nel mercato internazionale, in particolare quello dell'America latina, ha inserito anche un pezzo in spagnolo (Agua, traduzione di Acqua appartenente all'album Sereno ad ovest) e uno in inglese (I wish, traduzione di Dentro dell'album Novo Mesto).
Accanto alla versione più diffusa della raccolta, è stata anche pubblicata un'edizione limitata, nella quale al doppio CD è affiancato un DVD che contiene molti dei videoclip del cantautore (Dica, Vento d'estate, Se fossi Marco, È non è, Il negozio di antiquariato, Offeso, Costruire, Oriente e Milioni di giorni), e anche alcuni pezzi live (Evaporare, Rosso, Ostinatamente, 10 centimetri, Offeso).

## Tracce
CD 1
1. Ostinatamente – 5:14
2. Rosso – 3:34
3. Capelli – 4:14
4. Dica – 3:50
5. Vento d'estate (con Max Gazzè) – 3:45
6. Il male minore – 4:09
7. Assenza di gioia – 4:13
8. Lasciarsi un giorno a Roma – 4:37
9. Sangue del mio sangue – 3:32
10. Qualcosa di meglio – 4:10
11. Se fossi Marco – 4:00
12. Agua (con Jorge Drexler) – 4:36
13. Il mio stato – 5:04

CD 2
1. È non è – 4:44
2. Offeso (con Fiorella Mannoia) – 4:05
3. Nel centro – 4:08
4. Mimosa – 4:36
5. Il negozio di antiquariato – 4:27
6. Ora e qui – 4:59
7. Costruire – 5:13
8. Oriente – 4:10
9. Mettere le ali – 4:19
10. Evaporare – 3:21
11. La bellezza – 4:15
12. I Wish – 4:32
13. Milioni di giorni – 4:40